# サンマルラハデンマキ
サンマルラハデンマキは、フィンランドのラッピ (Lappi) 近郊にある青銅器時代の墓地遺跡。スカンジナビア半島にある青銅器時代の遺跡の中では最重要のもののひとつであり、遺跡の花崗岩製の石塚群のうち、33の石塚がユネスコの世界遺産に登録されている。それらは古いものでは3000年以上遡る、紀元前1500年頃から前500年頃のものである。
石塚群は、タンペレとラウマの間の途から外れた辺鄙な場所にひっそりと佇んでおり、マツ属とトウヒ属の木々に囲まれている。元々は、ボスニア湾岸にあったのだが、土地の隆起によって、いまは海岸線から15km離れた場所に位置している。
石塚のうち4つは1891年に考古学者Volter Högmanが発掘したものである。そこには、16 x 19m という平らな面が広がる異例の石塚、通称「聖堂の床」(Kirkonlaattia) や、古い石壁に囲まれた通称「フルートの長石塚」(Huilun pitkä raunio) などが含まれている。

## 脚注

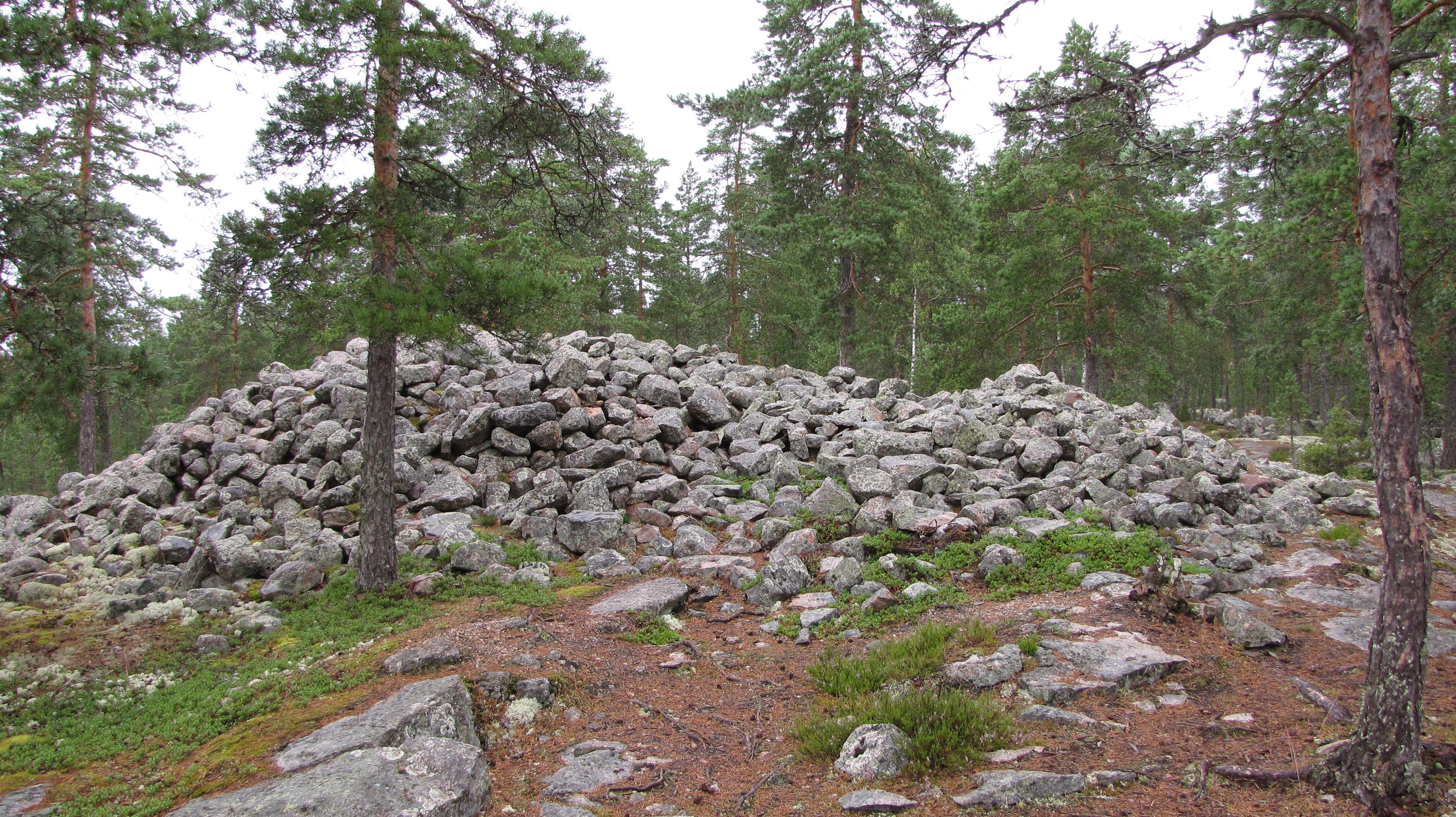
サンマルラハデンマキ

## 登録基準
この世界遺産は世界遺産登録基準のうち、以下の条件を満たし、登録された（以下の基準は世界遺産センター公表の登録基準からの翻訳、引用である）。
- (3) 現存するまたは消滅した文化的伝統または文明の、唯一のまたは少なくとも稀な証拠。
- (4) 人類の歴史上重要な時代を例証する建築様式、建築物群、技術の集積または景観の優れた例。